# Gedikyurt, Kovancılar
Gedikyurt là một xã thuộc huyện Kovancılar, tỉnh Elâzığ, Thổ Nhĩ Kỳ. Dân số thời điểm năm 2011 là 549 người.